# Cheekur, Mulbagal
Cheekur là một làng thuộc tehsil Mulbagal, huyện Kolar, bang Karnataka, Ấn Độ.